# Steyr AUG
Steyr AUG (нім. Armee Universal Gewehr — універсальна військова гвинтівка) — австрійська автоматична гвинтівка системи булпап, спроєктована в 1960-х роках компанією Steyr-Daimler-Puch (зараз Steyr Mannlicher). Прийнятий на озброєння збройних сил Австрії у 1978 році.

## В Україні
На тлі російської збройної агресії проти України уряд Австралії в березні 2022 року відправив в Україну в якості допомоги, серед іншої зброї і обладнання, також декілька тисяч одиниць автоматів F88 Austeyr — австралійської ліцензійної версії Steyr AUG.

## Оператори
- Аргентина
- Австрія — StG77
- Австралія — у версії F88 Austeyr.
- Індонезія
- Ірландія
- Малайзія
- Люксембург
- Туніс
- Україна — кілька тисяч F88 Austeyr в якості допомоги від Австралії[1].
- Уругвай
- Чилі